# Ecuador en los Juegos Panamericanos
Ecuador ha participado en los Juegos Panamericanos desde su primera realización en 1951. El país está representado en los juegos por el Comité Olímpico Ecuatoriano.

## Medallero
| Jugos               |              |              |              | Total        |
| Buenos Aires 1951   | 1            | 0            | 1            | 2            |
| México 1955         | No participó | No participó | No participó | No participó |
| Chicago 1959        | 0            | 1            | 1            | 2            |
| São Paulo 1963      | 0            | 0            | 0            | 0            |
| Winnipeg 1967       | 0            | 1            | 2            | 3            |
| Cali 1971           | 1            | 0            | 2            | 3            |
| México 1975         | 1            | 1            | 1            | 3            |
| San Juan 1979       | 0            | 0            | 2            | 2            |
| Caracas 1983        | 1            | 0            | 0            | 1            |
| Indianápolis 1987   | 0            | 1            | 5            | 6            |
| La Habana 1991      | 0            | 1            | 1            | 2            |
| Mar del Plata 1995  | 1            | 1            | 3            | 5            |
| Winnipeg 1999       | 1            | 2            | 5            | 8            |
| Santo Domingo 2003  | 3            | 1            | 5            | 9            |
| Río de Janeiro 2007 | 5            | 4            | 10           | 19           |
| Guadalajara 2011    | 7            | 8            | 9            | 24           |
| Toronto 2015        | 7            | 9            | 16           | 32           |
| Lima 2019           | 10           | 7            | 14           | 31           |
| Santiago 2023       | 7            | 12           | 17           | 36           |
| Total               | 45           | 49           | 94           | 188          |

## Medallas

### Medallas por deporte
La siguiente tabla muestra las medallas obtenidas por deporte, ordenadas por preseas de oro, plata y bronce.
| Deporte       |    |    |    |     |
| ------------- | -- | -- | -- | --- |
| Atletismo     | 12 | 10 | 5  | 27  |
| Halterofilia  | 10 | 7  | 12 | 29  |
| Lucha         | 4  | 2  | 10 | 16  |
| Karate        | 4  | 1  | 6  | 11  |
| Natación      | 3  | 0  | 3  | 6   |
| Judo          | 2  | 5  | 11 | 18  |
| Boxeo         | 1  | 6  | 10 | 17  |
| Patinaje      | 1  | 4  | 6  | 11  |
| Tiro          | 1  | 3  | 6  | 10  |
| Tenis         | 1  | 2  | 4  | 7   |
| Canotaje      | 1  | 2  | 1  | 4   |
| Ciclismo      | 2  | 4  | 0  | 6   |
| Vela          | 1  | 1  | 1  | 3   |
| Fútbol        | 1  | 0  | 0  | 1   |
| Surf          | 0  | 1  | 0  | 1   |
| Raquetbol     | 0  | 0  | 6  | 6   |
| Taekwondo     | 0  | 0  | 7  | 7   |
| Tenis de mesa | 0  | 0  | 2  | 2   |
| Ecuestre      | 1  | 0  | 0  | 1   |
| Escalada      | 0  | 0  | 2  | 2   |
| Pentatlón     | 0  | 1  | 2  | 3   |
| Total         | 45 | 49 | 94 | 188 |